# Crosbysaurus

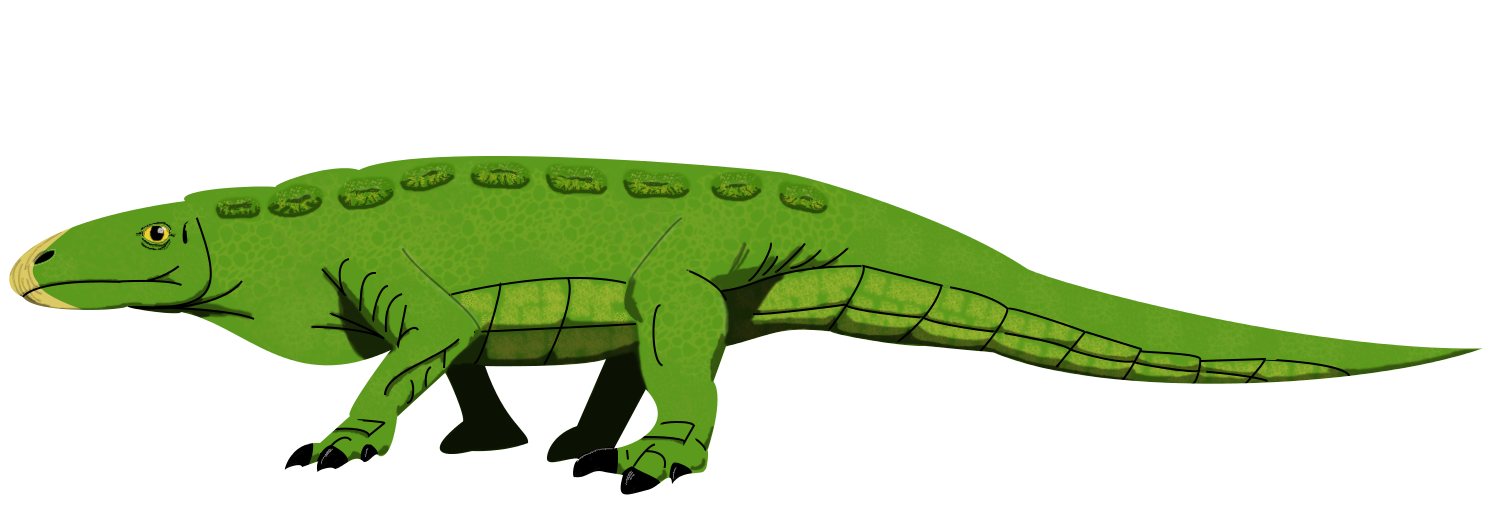
Vue d'artiste très hypothétique de Crosbysaurus

Crosbysaurus harrisae
Genre
Espèce
Crosbysaurus est un genre fossile d'Archosauromorphes ayant vécu en Amérique du Nord à la fin du Trias supérieur, entre environ 205 et 200 millions d'années.

## Historique
Le nom valide complet (avec auteur) de ce taxon est Crosbysaurus Heckert (d), 2004. Ce genre n'est représenté que par son espèce type, Crosbysaurus harrisae.
Crosbysaurus n'est connu que par 11 spécimens fossiles composés à chaque fois d'une seule dent. Ils ont été trouvés principalement dans la formation de Chinle et le groupe Dockum, qui se trouvent dans le Sud-Ouest des États-Unis, et plus précisément dans l'Arizona, le Nouveau-Mexique, le Texas et l'Utah, auxquels s'ajoute la Caroline du Nord.
Crosbysaurus a tout d'abord été identifié comme un dinosaure ornitischien lors de sa première description par Andrew Heckert en 2004, mais des travaux ultérieurs ont montré qu'il s'agissait probablement d'un Archosauromorphe au vu de ses dents, et qu'il appartenait vraisemblablement au groupe des Archosauriformes. Le taxon semble valide car les dents trouvées sont différentes de celles des genres voisins également connus par leurs dents, comme Revueltosaurus, Tecovasaurus, Krzyzanowskisaurus, Lucianosaurus, et Protecovasaurus.

## Description
Les dents de Crosbysaurus sont de forme triangulaire avec des dentelures sur les deux bords. Presque tous les spécimens ont des « denticules composés », c'est-à-dire des dentelures avec leurs propres subdivisions. Les dentelures sur le bord de fuite (postérieur / distal) de la dent sont toujours plus grandes que sur le bord d'attaque (antérieur / mésial). Les dents sont petites, environ 3 à 5 millimètres de long et, en raison de leur contour émoussé, Crosbysaurus est présumé avoir été un herbivore.